# Bernard Daillencourt
Bernard Daillencourt (* 3. Dezember 1923; † 1992) war ein französischer Kameramann.
Bernard Daillencourt ist vor allem für seine Arbeiten im Bereich des erotischen Films und hier vor allem mit den Regisseuren Walerian Borowczyk und David Hamilton bekannt. Seine ersten Filme drehte er Mitte der 1950er Jahre. Erste bekanntere Arbeiten schuf er mit dem Regisseur Pierre-Alain Jolivet, darunter Experimentalfilme wie Vöglein, Vöglein, an der Wand (Le Grand cérémonial, 1969) und Punition – Ausgepeitscht (La Punition, 1973). 1974 begann die Zusammenarbeit mit Borowczyk, mit dem er Unmoralische Geschichten (Contes immoraux), Das Biest (La Bête, 1975), Emanuela 77 (La Merge, 1976) und Unmoralische Engel (Les Héroïnes du mal, 1979). Mit Hamilton arbeitete er an drei von dessen vier Kinofilmen und hatte hier neben Filmeditor Henri Colpi großen Einfluss auf die Gestaltung, da Hamilton als Fotograf nur bedingt Ahnung vom Filmgeschäft hatte. Vor allem beim ersten Film Bilitis (1977) war der Einfluss der beiden beträchtlich. Weitere Zusammenarbeiten mit Hamilton waren Die Geschichte der Laura M (1979) und Zärtliche Cousinen (1980). Ein weiterer bekannter Film ist Aphrodite von Robert Fuest (1982). Seit Mitte der 1980er Jahre war Daillencourt nicht mehr aktiv.

## Filmografie (Auswahl)
- 1969: Vöglein, Vöglein an der Wand (Le grand cérémonial)
- 1973: Punition – Ausgepeitscht (La Punition)
- 1974: Unmoralische Geschichten (Contes immoraux)
- 1975: Das Biest (La bête)
- 1976: Emanuela 77 (La Merge)
- 1977: Bilitis
- 1979: Unmoralische Engel (Les Héroïnes du mal)
- 1979: Die Geschichte der Laura M
- 1980: Zärtliche Cousinen
- 1982: Aphrodite